# Cheiramiona filipes
Cheiramiona filipes is een spinnensoort uit de familie van de Cheiracanthiidae.
De wetenschappelijke naam van de soort werd in 1898 als Cheiracanthium filipes gepubliceerd door Eugène Simon.